# Matthias von Güntersberg
Matthias von Güntersberg (* 1584; † 7. Januar 1650 in Stettin) war ein deutscher Jurist, Richter in Pommern und Mecklenburg-Schwerin sowie Landesdirektor der Landstände von Pommern-Stettin und Cammin.

## Leben
Matthias von Güntersberg studierte an den Universitäten Jena, Frankfurt (Oder), Leiden und Oxford und unternahm anschließend größere Reisen. Danach wurde er Hofrat und später Hofgerichtsdirektor in Stettin. Nach einiger Zeit ging er als Hauptmann und Burgrichter nach Pyritz. Gleichzeitig wurde er Vizedom und 1621 Thesaurar des Domkapitels in Cammin. Herzog Franz entsandte ihn 1618 zum Münzprobationstag des Obersächsischen Reichskreises nach Leipzig.
Er folgte 1621 einem Ruf des Herzogs Adolf Friedrich von Mecklenburg-Schwerin als Präsident des Landgerichts in Sternberg und war anschließend bis 1630 Statthalter und Obergerichtsverwalter in Schwerin. Er kehrte nach Pommern zurück um Hauptmann von Wollin und erster Rat der auf ihrem Leibgedinge in Schloss Wollin residierenden Herzoginwitwe Sophie von Sachsen zu werden.
Nach deren Tod 1635 wurde er 1636 Vicedominus und 1637 Dekan und erster Domherr zu Cammin. Damit gehörte er als Prälat zu den Landräten des Stifts Cammin und führte das Direktorium der Landstände im Stift und in Pommern-Stettin. 1643 wählten ihn die Landstände zusammen mit drei anderen Vertretern zu Abgeordneten für die Friedensverhandlungen zur Beendigung des Dreißigjährigen Krieges.

## Familie
Matthias von Güntersberg entstammte dem Hause Reichenbach der Adelsfamilie Güntersberg. Seine Eltern waren Heinrich von Güntersberg und Ermgard von Both a.d.H. Kalkhorst. Aus seiner Ehe mit Erdmuth von Pirch a.d.H. Vitröse sind vier Kinder bekannt. Darunter sein Sohn Franz von Güntersberg (1618–1679) der ebenfalls Landesdirektor und Dekan zu Cammin wurde und mit Anna von Carnitz a.d.H. Carnitz vermählt war, sowie seine Tochter Elisabeth von Güntersberg, welche mit Ulrich Christoph von Schwerin, Oberhofmeister und Erbherr auf Kummerow, vermählt war.
Matthias von Güntersberg war Erbherr auf Reichenbach, Buslar und Falkenwalde.